# University of California Press
Видавництво Каліфорнійського університету (англ. University of California Press, скор.: UC Press) — наукове видавництво, одне з шести найбільших університетських видавництв США. Засноване 1893 року. Підпорядковане Каліфорнійському університетові,

## Короткий опис
Видавництво Каліфорнійського університету — єдине видавництво на західному узбережжі, яке підпорядковане державному університету. Головний осідок видавництва — Берклі (Каліфорнія). Щороку видавництво публікує до 200 нових назв книжок. Загалом тут було випущено друком більше 4000 назв. Відділ видавинцтва Journals + Digital Publishing Division відповідає за публікацію 50 наукових журналів. Всі журнали та більше 2000 назв книжок доступні в режимі онлайн.